# Catostomus insignis
Catostomus insignis är en fiskart som beskrevs av Baird och Girard, 1854. Catostomus insignis ingår i släktet Catostomus och familjen Catostomidae. Inga underarter finns listade i Catalogue of Life.